# Cofimpacia luteata
Cofimpacia luteata är en fjärilsart som beskrevs av Holloway 1979. Cofimpacia luteata ingår i släktet Cofimpacia och familjen nattflyn. Inga underarter finns listade i Catalogue of Life.